# Alabama State Route 67
Die Alabama State Route 67 (kurz AL 67) ist eine in Nord-Süd-Richtung verlaufende State Route im US-Bundesstaat Alabama.
Die State Route beginnt am U.S. Highway 231 südlich von Summit und endet nach 63 Kilometern nahe Decatur am U.S. Highway 72 Alternate und an der Alabama State Route 20.

## Verlauf
Ab der Abzweigung am US 231 verläuft die Straße in nordwestlicher Richtung und trifft in Joppa auf die Alabama State Route 69 sowie in Stringer auf die Alabama State Route 36. Westlich von Priceville kreuzt sie die Interstate 65 und überquert im Anschluss den Flint Creek. Nach der Kreuzung mit dem U.S. Highway 31 im Süden von Decatur bildet die State Route bis zu ihrem Ende im Westen der Stadt einen Umgehungsring. Zuvor zweigt allerdings noch die Alabama State Route 24 ab.

## Geschichte
Die Alabama State Route 67 wurde im Jahr 1940 als Straße zwischen Decatur und Baileyton eröffnet. Der Highway wurde 1953 um einen Abschnitt von Baileyton bis zum U.S. Highway 231 erweitert.